# پریستووپیم
پریستووپیم (به لاتین: Přistoupim) یک منطقهٔ مسکونی در جمهوری چک است که در ناحیه کولین واقع شده‌است.